# Хтон (роман)
Хтон (англ. Chthon) — роман Пирса Энтони, в котором описывается подземная тюрьма для неисправимых, местонахождение которой засекречено. Написан в 1967 году. Название происходит от греческого слова χθών — «земля, почва», «имеющий отношение к подземному миру, преисподней». 
На русский язык роман переводил С. Хренов. Выходил в серии «fantasy» издательства «Северо-запад» и серии «Классическая фантастика» издательства «Амфора».
Второй роман-продолжение Фтор вышел в 1975 году.